# كريس كراوس (كاتبة)
كريس كراوس (بالإنجليزية: Chris Kraus)‏ هي كاتِبة ومخرجة أمريكية، ولدت في القرن العشرين في نيويورك في الولايات المتحدة.

## وصلات خارجية
- كريس كراوس على موقع IMDb (الإنجليزية)
- كريس كراوس على موقع مونزينجر (الألمانية)